# Presqu'île du Cap-Vert
Ne doit pas être confondu avec Cap-Vert.
La presqu'île du Cap-Vert (appelée plus simplement le cap Vert à l'origine) est une presqu'île située sur la côte atlantique du Sénégal.

## Géographie
Située à l'extrême ouest du littoral africain, la presqu'île marque la frontière entre la Grande-Côte au nord et la Petite-Côte au sud. Elle est elle-même délimitée par deux caps, la pointe des Almadies au nord-ouest et le cap Manuel au sud-est.
La plus grande des deux collines volcaniques des Mamelles à Dakar — surmontée du phare des Mamelles — constitue son point culminant.

### Étymologie
Le nom du cap (Cabo Verde) lui a été donné en 1444 par le navigateur portugais Dinis Dias, la végétation luxuriante de ce promontoire rocheux contrastant avec l'aridité de l'arrière-pays.

### Aperçu géologique

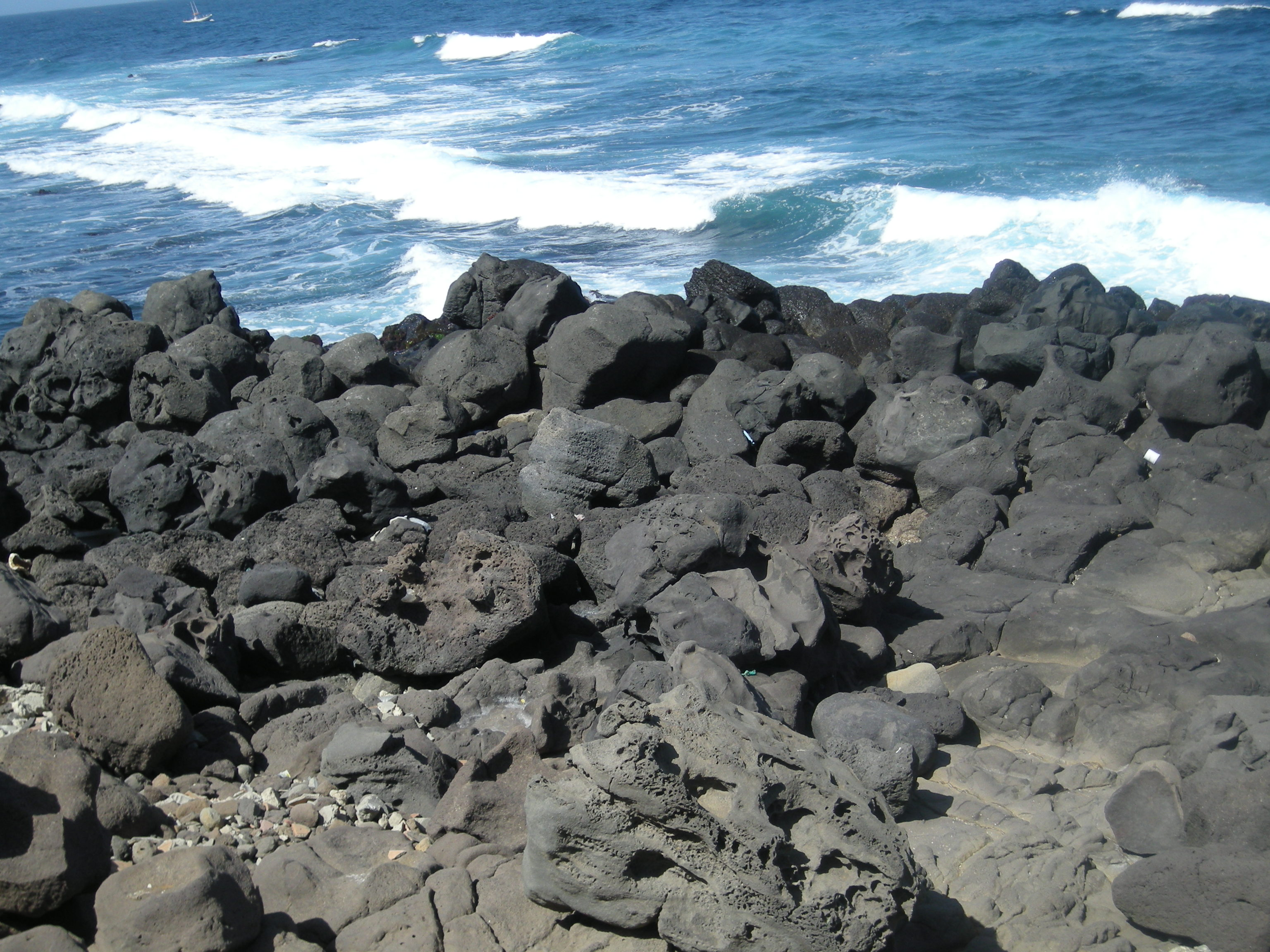
Roches basaltiques caractéristiques (ici à l'île de Ngor).

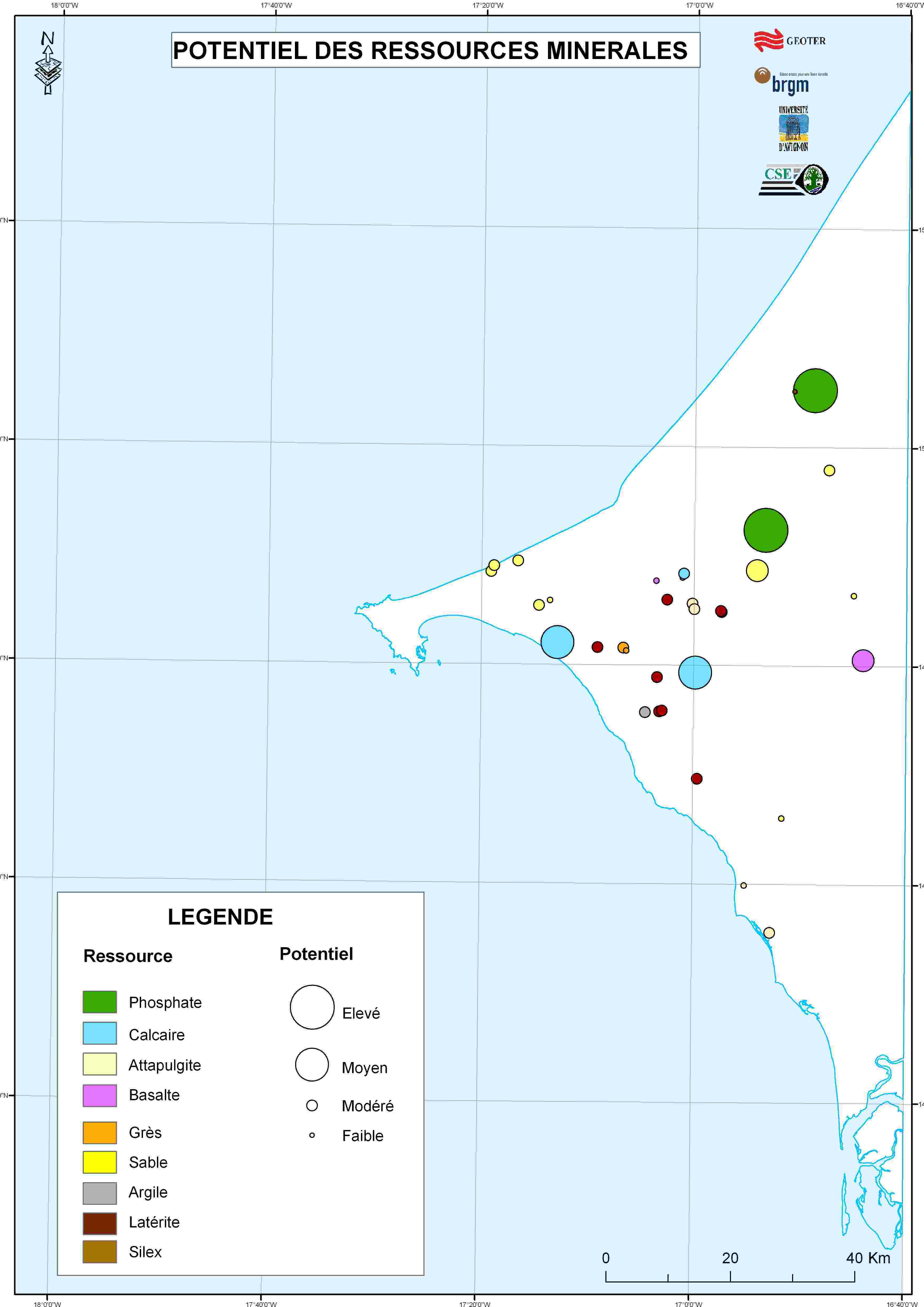
Exemple de carte : « Potentiel des ressources minérales ».

La presqu’île du Cap-Vert, qui constitue la pointe la plus occidentale du bassin sédimentaire du Sénégal, forme un éperon bordé par l’océan Atlantique. Selon un profil allant de l'ouest vers l'est, s'y reconnaissent plusieurs régions naturelles : la tête de la presqu’île du Cap-Vert (région de Dakar) limitée par des petites falaises côtières et dominée par les deux collines restantes du dôme volcanique des Mamelles, dont la plus grande surmontée d’un phare homonyme culmine à 105 m ; l’isthme du Cap-Vert (à la longitude de Pikine), d’altitude basse (20 à 30 m), bordé au nord par la région des Niayes ; à l'est le horst de Diass qui forme un relief peu accentué d’une centaine de mètres d’altitude, et qui plonge vers le nord en direction de Kayar ; ainsi que la falaise de Thiès qui borde le plateau de Thiès et culmine à 130-140 m d’altitude.
Une cartographie multi-couches du Cap-Vert comprenant des cartes géologiques, hydrogéologiques, de recensement des mines et carrières, de potentiel des ressources minérales, géotechniques et d’occupation du sol de la zone d’activité du Cap-Vert a été récemment élaborée sur système d'information géographique (SIG) et publiée en mars 2009 dans le cadre de la Coopération Sénégal – Union européenne, suivant les procédures du neuvième Fonds européen de développement (FED) pour le compte de la Direction des Mines et de la Géologie (DMG).

## Histoire
Les habitants de la péninsule, les Lébous, étaient des pêcheurs et des éleveurs. Les Portugais, qui arrivèrent au cap en 1444, y établirent un comptoir en 1446, sans toutefois chercher à s'imposer dans l'arrière-pays. 
Partis de leur comptoir historique de Saint-Louis, les Français répriment les initiatives des Toucouleurs (1854) puis entreprennent la conquête du pays Waalo et de la vallée du Sénégal. Le 22 février 1855, un corps expéditionnaire commandé par le général Faidherbe défait l'armée de la reine Ndaté Yalla à la bataille de Diouboulou ; la capitale, Nder, est prise et brûlée ainsi que plus de vingt-cinq villages. Ce n'est toutefois que le début d'une longue confrontation : au cours des cinq années suivantes, les colons doivent compter avec les tiedos du Waalo, qui détruisent systématiquement toutes les installations et pillent les marchandises. En 1857, les Français fondent la ville de Dakar au Cap-Vert. Finalement le pays est définitivement soumis en 1859. La reine Ndaté Yalla et ses partisans, vaincus, s’exilent à Ndimb, à la frontière du pays Waalo avec la province du Ndiambour.

## Population
Les Lébous furent les premiers habitants de la presqu'île. Aujourd'hui elle abrite avant tout la ville de Dakar, son port et ses banlieues. Cette localisation de la capitale – qui compte plus de trois millions d'habitants – dans une presqu'île contribue grandement à son engorgement, en termes de population et de transports routiers.